# Encontro de Artes e Tradição Gaúcha
O Encontro de Artes e Tradição Gaúcha (ENART) é um evento estadual de tradicionalista gaúcho, considerado o maior festival de arte amadora da América Latina, descendente do antigo estadual FEMOBRAL (popularmente MOBRAL). É promovido pelo Movimento Tradicionalista Gaúcho (MTG), realizado desde 1986, sendo que desde 1997 ocorre no Parque da Oktoberfest em Santa Cruz do Sul.
É realizado anualmente, em três etapas: regionais, inter-regionais e final. Envolve competidores de todo o estado do Rio Grande do Sul, e espectadores de todo o mundo. Estima-se haver mais de dois mil concorrentes por ano, somente na categoria de Danças Tradicionais (entre força A e força B) e mais de 60 mil espectadores na fase na final.

## Modalidades do ENART

### Chula
É uma dança masculina que consiste no desafio entre dois peões de CTGs diferentes, e onde eles dançam sapateando sem tocar a lança de madeira que está disposta no chão. O gaiteiro toca um ritmo específico para cada apresentação.

### Danças gaúchas de salão
Desta modalidade participam casais que precisam conhecer ritmos gaúchos de salão, como vanera, valsa, milonga, chamamé e xote. Antes da apresentação há o sorteio do ritmo a ser apresentado e, depois, há uma avaliação coletiva dos casais concorrentes em um salão, no estilo baile.

### Conjunto instrumental
Cada grupo executa duas músicas de ritmos distintos sorteados, podendo ser de autoria própria. Não há acompanhamento vocal e os grupos possuem no mínimo três e no máximo oito músicos, cada um tocando um instrumento.

### Violinoourabeca
O concorrente apresenta uma música apenas instrumental (que pode ser de autoria do participante), sem acompanhamento, com o ritmo previamente sorteado.

### Gaitas
Conta com apresentação individual de uma música, que pode ser de autoria do participante. Cada concorrente escolhe três gêneros dentro de uma listagem, que inclui vanera, rancheira, polca e bugio, dentre outras. Antes do participante subir ao palco, há um sorteio do ritmo a ser apresentado. Esta modalidade traz cinco subdivisões, nas quais variam os instrumentos: gaita piano, gaita de botão até 8 baixos, gaita de botão mais de 8 baixos, gaita de boca e bandoneon.

### Violão
Tem o mesmo formato da modalidade Violino: apenas instrumental e com sorteio do ritmo antes da apresentação.

### Viola
Segue a mesma estrutura das modalidades Violino e Violão.

### Causo gauchesco de galpão
É um concurso individual, onde o concorrente conta ao vivo, para a plateia e para a comissão avaliadora, a sua história.

### Pajada
Os concorrentes fazem, de improviso, um canto lento, quase uma declamação, com estrofes de dez versos.

### Concurso literário gaúcho
Os concorrentes enviam obras inéditas (contos ou poesias) ao MTG, para avaliação de uma comissão que escolhe os melhores trabalhos, sendo o vencedor anunciado no final do ENART.

### Declamação
É um concurso individual de poemas, geralmente de autoria de poetas gaúchos, com temas regionalistas. O declamador recita a obra (que não é inédita) acompanhado de um violonista. Há divisão entre homens e mulheres.

### Trova galponeira
É um concurso de desafio entre dois concorrentes, de improviso e através de versos rimados, com tema proposto na hora. Há três subdivisões, nas quais há variações de estilos: campeira ou mi maior de gavetão, martelo e estilo Gildo de Freitas.

### Conjunto vocal
Os grupos concorrentes são constituídos por no mínimo três e no máximo oito cantores, cantando com no mínimo três vozes distintas. A música pode ser de autoria própria e o ritmo é sorteado previamente.

### Solista vocal
O concorrente canta uma canção, que é sorteada antes da apresentação, entre três canções de ritmos diferentes. É permitido acompanhamento e arranjos instrumentais e a música pode ser autoral. Há divisão entre homens e mulheres.

### Danças Tradicionais

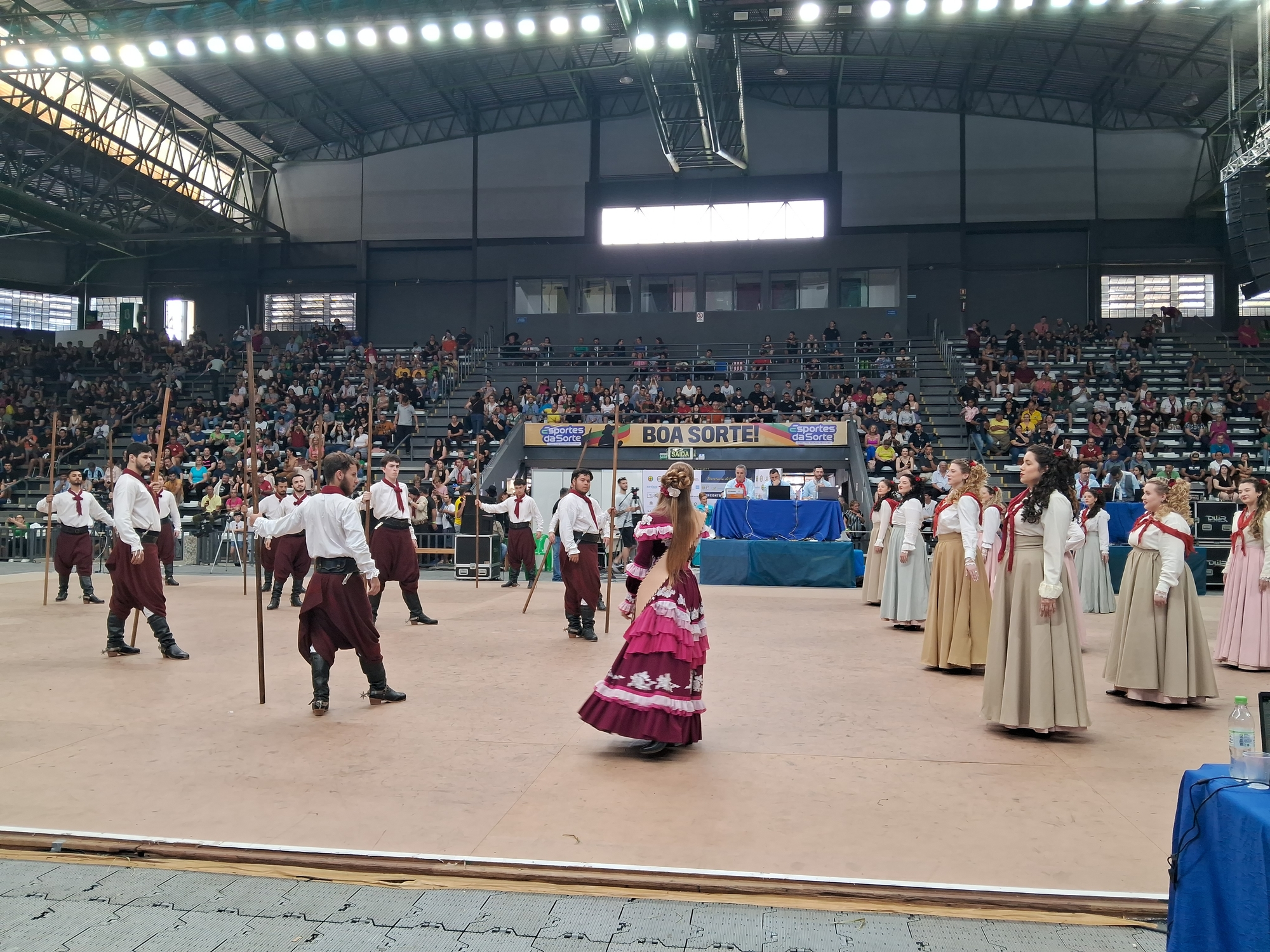
Apresentação de um CTG na ENART 2023

É a modalidade mais importante do ENART e é dividida em Forças A e B. São 80 grupos, sendo 40 em cada divisão. Têm 20 minutos para fazer sua apresentação que inclui entrada (dança de criação livre mas inspirada em elementos da tradição gaúcha), três danças clássicas tradicionais e saída (mesma premissa da entrada). São 25 danças tradicionais, entre elas Tatu com Volta-no-meio e Tirana-do-lenço, Anú e Queromana, Chimarrita e Cana-verde, Chotes de Sete-voltas e Chotes Carreirinho, além de temas de características especiais, como o Chotes-de-Duas-Damas, temas ensaiados como o Pau-de-Fita, temas das brincadeiras do Cottilón, como a Meia-Canha, e etc. As danças do concurso possuem embasamento em um livro, editado pelo MTG/RS, chamado "Danças Tradicionais Gaúchas", elaborado por instrutores e dançarinos do próprio evento (diferente do livro que baliza outros eventos do próprio MTG, como o atual FEGADAN, "Festival Gaúcho de Danças", baseado somente nas obras dos folcloristas, João Carlos Paixão Côrtes e Luiz Carlos Barbosa Lessa). Os grupos só tomam conhecimento de quais danças apresentarão poucos minutos antes do espetáculo, por meio de um sorteio. A avaliação leva em conta critérios técnicos e minuciosos de quesitos, avaliados aparte, como harmonia, interpretação artística e correção coreográfica, além de indumentária e da avaliação musical. Cada grupo de dança tem um conjunto musical próprio, que toca as músicas ao vivo.

## Seleção
Somente entidades e seus associados filiados ao MTG, maiores de 15 anos, podem participar do ENART. O foco da competição são artistas amadores, exceto os músicos das Forças A e B de Danças Tradicionais, que podem ser profissionais.

## Etapas
O ENART é realizado em três etapas: regionais, inter-regionais e a final:

### Regional
Nesta etapa, realizada nos meses de maio, junho e julho, onde pode ou não ser realizado um concurso (vária entre as regiões), classificam-se sete competidores de cada modalidade para a próxima fase.

### Inter-regional
Realizada a partir de agosto, é a etapa onde em grupos de regiões, classificam-se, oito ou nove competidores (dependendo da Inter), para a fase final. Recentemente, ocorreram algumas alterações no regulamento, e hoje são realizadas três inter-regionais, envolvendo todas as 30 Regiões Tradicionalistas do estado do Rio Grande do Sul.

### Final
A fase final, e a mais importante, é realizado todo o ano no terceiro final de semana de novembro, na cidade de Santa Cruz do Sul, onde os classificados das inter-regionais competem com concorrentes de todo o estado, elegendo assim os "Campeões Estaduais". Em algumas modalidades, como Danças Tradicionais (a principal modalidade do encontro), existe mais uma fase, que ocorre no terceiro dia da fase final, chamada de finalíssima, onde um certo número de competidores é selecionado para se reapresentar.

## Campeões
Notoriamente, a categoria de maior destaque sempre foi a de Danças Tradicionais, que sempre reuniu maior público, trazendo prestigio aos campeões.

### Todos Campeões Estaduais[4]
*FEMOBRAL/MOBRAL (Festival Estadual de Arte Popular e Folclore):
1977 - I FEMOBRAL/MOBRAL, Bento Gonçalves/RS
- 1º CTG Brazão do Rio Grande, de Canoas/RS
- 2º CTG O  Bombeador, de Pelotas/RS
- 3º CTG Caiboaté, de São Gabriel/RS

Comissão Avaliadora 1977:   Gilberto Carvalho (compositor), Edson Otto (cantor)
1978- II FEMOBRAL/MOBRAL, Porto Alegre/RS
- 1º CTG Brazão do Rio Grande, de Canoas/RS
- 2º CTG Saudade dos pagos, de Butiá/RS
- 3º CTG Aldeia dos Anjos, de Gravataí/RS

1979 - III FEMOBRAL/MOBRAL, Lajeado/RS
- 1º CTG Brazão do Rio Grande, de Canoas/RS
- 2º CTG Aldeia dos Anjos, de Gravataí/RS
- 3º CTG Coronel Chico Borges, de Santo Antônio da Patrulha/RS

Comissão Avaliadora 1979:   Nei Zardo (MTG), Prof. Carmen de Melo Mattos (IGTF),  Eri Assenato,  Gilberto Carvalho (compositor) e Marco Aurélio Campos (Declamador)
1980 - IV FEMOBRAL/MOBRAL, Cachoeira do Sul/RS
- 1º CTG José Bonifácio Gomes, de Cachoeira do Sul/RS
- 2º CTG Coronel Chico Borges, de Santo Antônio da Patrulha/RS
- 3º GAG Piazitos do Sul, de Canoas/RS
- Destaque Especial: CTG Brazão do Rio Grande, de Canoas/RS

1981 - V FEMOBRAL/MOBRAL, Lagoa Vermelha/RS
- 1º GAG Piazitos do Sul, de Canoas/RS
- 2º Sem informações (a se buscar)
- 3º Sem informações (a se buscar)

1982 - VI FEMOBRAL/MOBRAL, Canguçú/RS
- 1º GAN Vaqueanos da Cultura, de Soledade\RS
- 2º Sem informações (a se buscar)
- 3º CTG Laço da Amizade, de Gravataí

1983 - VII FEMOBRAL/MOBRAL, Soledade/RS
- 1º GAG Piazitos do Sul, de Canoas/RS
- 2º CTG Laço da Amizade, de Gravataí
- 3º CTG Brazão do Rio Grande, de Canoas/RS

1984 - VIII FEMOBRAL/MOBRAL, Farroupilha/RS
- 1º Grupo de Danças Terra Pampeana, de Passo Fundo/RS
- 2º CTG Porteira do Rio Grande, de Vacaria/RS
- 3º CTG Estância da Serra, de Osório/RS

1985 - IX FEMOBRAL/MOBRAL, Farroupilha/RS
- 1º CTG Estância da Serra, de Osório/RS
- 2º CTG Aldeia dos Anjos, de Gravataí/RS
- 3º CTG Vaqueanos da Fronteira, de Alegrete/RS
- Destaque Especial: CTG Campo Verde, de Campo Bom/RS

Comissão Avaliadora 1985: Rose Marie dos Reis Garcia, Maria Yolanda Menezes Vesquia, Lucia Brunelli, Maria Helena Munhoz e Lilian Argentina Braga Marques.
*FEGART (Festival Estadual Gaúcho de Arte e Tradição):
1986 - I FEGART, Farroupilha/RS
- 1º CTG Potreiro Grande, de Tramandaí/RS 23ª RT
- 2º CTG Vaqueanos da Fronteira, de Alegrete/RS 4ª RT
- 3º CTG Rincão Serrano, de Carazinho/RS 7ª RT
- DEST. ESP. - GN Ibirapuitã, de Alegrete/RS 4ª RT

1987- II FEGART, Farroupilha/RS
- 1º CTG Aldeia dos Anjos, de Gravataí/RS 1ª RT
- 2º CTG Estância da Serra, de Osório/RS 23ª RT
- 3º GAN Vaqueanos da Cultura, de Soledade/RS 14ª RT

1988 - III FEGART, Farroupilha/RS
- 1º CTG João Sobrinho, de Capão da Canoa/RS 23ª RT
- 2º CTG Estância da Serra, de Osório/RS 23ª RT
- 3º CTG Sentinela da Querência, de Santa Maria/RS 13ª RT

1989 - IV FEGART, Farroupilha/RS
- 1º CTG Porteira Velha, de Novo Hamburgo/RS 30ª RT
- 2º CTG Aldeia dos Anjos, de Gravataí/RS 1ª RT
- 3º CTG Osvaldo Aranha, de Alegrete/RS 4ª RT

1990 - V FEGART, Farroupilha/RS
- 1º CTG Ronda Charrua, de Farroupilha/RS 25ª RT
- 2º CTG Sentinela da Querência, de Santa Maria/RS 13ª RT
- 3º GAN Vaqueanos da Cultura, de Soledade/RS 14ª RT

1991 - VI FEGART, Farroupilha/RS
- 1º CTG Rincão Serrano, de Carazinho/RS 7ª RT
- 2º CTG Aldeia dos Anjos, de Gravataí/RS 1ª RT
- 3º CTG Lanceiros da Zona Sul, de Porto Alegre/RS 1ª RT

1992 - VII FEGART, Farroupilha/RS
- 1º CTG Aldeia dos Anjos, de Gravataí/RS 1ª RT
- 2º CTG Rancho de Gaudérios, de Farroupilha/RS 25ª RT
- 3º CTG Lanceiros da Zona Sul, de Porto Alegre/RS 1ª RT

1993 - VIII FEGART, Farroupilha/RS
- 1º CTG Porteira Velha, de Novo Hamburgo/RS 30ª RT
- 2º CTG Estância da Serra, de Osório/RS 23ª RT
- 3º CTG Brasão do Rio Grande, de Canoas/RS 12ª RT

1994 - IX FEGART, Farroupilha/RS
- 1º CTG Aldeia dos Anjos, de Gravataí/RS 1ª RT
- 2º CTG Sentinela da Querência, de Santa Maria/RS 13ª RT
- 3º CTG Estância da Serra, de Osório/RS 23ª RT

1995 - X FEGART, Farroupilha/RS
- 1º CTG Sentinela da Querência, de Santa Maria/RS 13ª RT
- 2º CPF Piá do Sul, de Santa Maria/RS 13ª RT
- 3º CTG Tiarayú, de Porto Alegre/RS 1ª RT

1996 - XI FEGART, Farroupilha/RS
- 1º CTG Aldeia dos Anjos, de Gravataí/RS 1ª RT
- 2º CTG Coronel Thomaz Luiz Osório, de Pelotas/RS 26ª RT
- 3º CTG Estância do Montenegro, de Montenegro/RS 15ª RT
- 4°CTG Estância da Serra, Osório/RS 23ªRT

1997 - XII FEGART, Santa Cruz do Sul/RS
- 1º CTG Aldeia dos Anjos, de Gravataí/RS 1ª RT
- 2º CTG Rancho da Saudade, de Cachoeirinha/RS 1ª RT
- 3º Grupo Tebanos do Igaí, de Passo Fundo/RS 7ª RT

1998 - XIII FEGART, Santa Cruz do Sul/RS
- 1º CPF Piá do Sul, de Santa Maria/RS 13ª RT
- 2º Grupo Tebanos do Igaí, de Passo Fundo/RS 7ª RT
- 3º CTG Sentinela da Querência, de Santa Maria/RS 13ª RT

*ENART (Encontro de Arte e Tradição):
1999 - I ENART, Santa Cruz do Sul/RS
- 1º CPF Piá do Sul, de Santa Maria/RS 13ª RT
- 2º Piquete Martim Fierro, de Uruguaiana/RS 4ª RT
- 3º CTG Caiboaté, de São Gabriel/RS 18ª RT
- 4° DTG FEEVALE Novo Hamburgo/RS 30ªRT
- 5°CTG Estância da Serra, Osório/RS 23ªRT

2000 - II ENART, Santa Cruz do Sul/RS
- 1º CTG Aldeia dos Anjos, de Gravataí/RS 1ª RT
- 2º CTG Sentinela da Querência, de Santa Maria/RS 13ª RT
- 3º CTG Estância da Serra, de Osório/RS 23ª RT
- 4º Piquete Martim Fierro, de Uruguaiana/RS 4ª RT
- 5º CTG Rincão da Alegria, de Santa Cruz do Sul/RS 5ª RT

2001 - III ENART, Santa Cruz do Sul/RS
- 1º CTG Aldeia dos Anjos, de Gravataí/RS 1ª RT
- 2º CTG Madrugada Campeira, de Porto Alegre/RS 1ª RT
- 3º CTG M'Bororé, de Campo Bom/RS 30ª RT
- 4º CTG Estancia da Serra,de Osório/RS 23ª RT
- 5º União Gaúcha João Simões Lopes Neto, de Pelotas/RS 26ª RT

2002 - IV ENART, Santa Cruz do Sul/RS
- 1º CTG Lanceiros da Zona Sul, de Porto Alegre/RS 1ª RT
- 2º CTG Aldeia dos Anjos, de Gravataí/RS 1ª RT
- 3º CTG Raízes do Sul, de Porto Alegre/RS 1ª RT
- 4º Grupo Tebanos do Igaí, de Passo Fundo/RS 7ª RT
- 5º CTG Sentinela da Querência, de Santa Maria/RS 13ª RT

2003 - V ENART, Santa Cruz do Sul/RS
- 1º CPF Piá do Sul, de Santa Maria/RS 13ª RT
- 2º DTG Feevale, de Novo Hamburgo/RS 30ª RT
- 3º CTG Gildo de Freitas, de Porto Alegre/RS 1ª RT
- 4º DTG Polivalente, de São Jerônimo/RS 2ª RT
- 5°CTG Estância da Serra, Osório/RS 23ªRT

2004 - VI ENART, Santa Cruz do Sul/RS
- 1º CTG Rancho da Saudade, de Cachoeirinha/RS 1ª RT
- 2º CTG Sentinela da Querência, de Santa Maria/RS 13ª RT
- 3º CTG Estância da Serra, de Osório/RS 23ª RT
- 4º CPF Piá do Sul, de Santa Maria/RS 13ª RT
- 5º CTG Aldeia dos Anjos, de Gravataí/RS 1ª RT

2005 - VII ENART, Santa Cruz do Sul/RS
- 1º. CTG Aldeia dos Anjos, de Gravataí/RS 1ª RT
- 2º. CTG Sentinela da Querência, de Santa Maria/RS 13ª RT
- 3º. CTG Rancho da Saudade, de Cachoeirinha/RS 1ª RT
- 4º. CTG Clube Farroupilha, de Ijuí/RS 9ª RT
- 5º. CTG Gildo de Freitas, de Porto Alegre/RS 1ª RT

2006 - VIII ENART, Santa Cruz do Sul/RS
- 1º. CTG Aldeia dos Anjos, de Gravataí/RS 1ª RT
- 2º. CTG Ranho da Saudade, de Cachoeirinha/RS 1ª RT
- 3º. CTG Clube Farroupilha, de Ijuí/RS 9ª RT
- 4º. União Gaúcha João Simões Lopes Neto, de Pelotas/RS 26ª RT
- 5º. CTG Coronel Thomaz Luiz Osório, de Pelotas/RS 26ª RT

2007 - IX ENART, Santa Cruz do Sul/RS
- 1º. CTG Rancho da Saudade, de Cachoeirinha/RS 1ª RT
- 2º. CTG Aldeia dos Anjos, de Gravataí/RS 1ª RT
- 3º. CPF Piá do Sul, de Santa Maria/RS 13ª RT
- 4º. CTG Potreiro Grande, de Tramandaí/RS 23ª RT
- 5º. GAN Ivi Maraé, de São Leopoldo/RS 12ª RT

2008 - X ENART, Santa Cruz do Sul/RS
- 1º CTG Gildo de Freitas, de Porto Alegre/RS 1ª RT
- 2º DTG Clube Juventude, de Alegrete/RS 4ª RT
- 3º CTG Potreiro Grande, de Tramandaí/RS 23ª RT
- 4º CTG Rancho da Saudade, de Cachoeirinha/RS 1ª RT
- 5º CTG Aldeia dos Anjos, de Gravataí/RS 1ª RT

2009 - XI ENART, Santa Cruz do Sul/RS
Força A
- 1º CTG Aldeia dos Anjos, de Gravataí/RS 1ª RT
- 2º CTG Tiarayú, de Porto Alegre/RS 1ª RT
- 3º DTG Clube Juventude, de Alegrete/RS 4ª RT
- 4º CTG Rancho da Saudade, de Cachoeirinha/RS 1ª RT
- 5º CTG Coronel Thomaz Luiza Osório, de Pelotas/RS 26ª RT

Força B
- 1º CTG Chilena de Prata, de Alvorada/RS 1ª RT
- 2º DTG Leão da Serra, de São Leopoldo/RS 12ª RT
- 3º CTG Chaleira Preta, de Gravataí/RS 1ª RT
- 4º CTG Estirpe Gaúcha, de Guaporé/RS 11ª RT
- 5º CTG Capão da Porteira, de Viamão/RS 1ª RT

2010 - XII ENART, Santa Cruz do Sul/RS
Força A
- 1º DTG Clube Juventude, de Alegrete/RS 4ª RT
- 2º CTG Rancho da Saudade, de Cachoeirinha/RS 1ª RT
- 3º CTG Lanceiros de Santa Cruz, de Santa Cruz do Sul/RS 5ª RT
- 4º CTG Lalau Miranda, de Passo Fundo/RS 7ª RT
- 5ª CPF Piá do Sul, de Santa Maria/RS 13ª RT

Força B
- 1º CTG Caminhos do Pampa, de Porto Alegre/RS 1ª RT
- 2º DTG Leão da Serra, de São Leopoldo/RS 12ª RT
- 3º CTG Roda de Carreta, de Cachoeirinha/RS 1ª RT
- 4º Sociedade Gaúcha Lomba Grande, de Novo Hamburgo/RS 30ª RT
- 5º CTG Porteira da Tradição, de Eldorado do Sul/RS 1ª RT

2011 - XIII ENART, Santa Cruz do Sul/RS
Força A
- 1º CTG Rancho da Saudade, de Cachoeirinha/RS 1ª RT
- 2º União Gaúcha João Simões Lopes Neto, de Pelotas/RS 26ª RT
- 3º CTG Tiarayú, de Porto Alegre/RS 1ª RT
- 4º CTG Aldeia dos Anjos, de Gravataí/RS 1ª RT
- 5º DTG Clube Juventude, de Alegrete/RS 4ª RT

Força B
- 1º Sociedade Gaúcha Lomba Grande, de Novo Hamburgo/RS 30ª RT
- 2º DTG Leão da Serra, de São Leopoldo/RS 12ª RT
- 3º CTG Capão da Porteira, de Viamão/RS 1ª RT
- 4º CTG Os Gaudérios, de Cachoeira do Sul/RS 5ª RT
- 5° CTG Amaranto Pereira, de Alvorada/RS 1ª RT

2012 - XIV ENART, Santa Cruz do Sul/RS
Força A
- 1º CTG Rancho da Saudade, de Cachoeirinha/RS 1ª RT
- 2º CTG Aldeia dos Anjos, de Gravataí/RS 1ª RT
- 3º União Gaúcha João Simões Lopes Neto, de Pelotas/RS 26ª RT
- 4º CPF Piá do Sul, de Santa Maria/RS 13ª RT
- 5º CTG Guapos do Itapuí, de Campo Bom/RS 30ª RT

Força B
- 1º CTG Fronteira Aberta, de Santana do Livramento/RS 18ª RT
- 2º CTG Laço da Amizade, de Gravataí/RS 1ª RT
- 3º CTG Os Gaudérios, de Cachoeira do Sul/RS 5ª RT
- 4º CTG Sentinela dos Pampas, Candelária/RS 5ª RT
- 5º CTG Sangue Nativo, de Parobé/RS 22ª RT

2013 - XV ENART, Santa Cruz do Sul/RS
Força A
- 1º CTG Ronda Charrua, de Farroupilha/RS 25ª RT
- 2º CTG Guapos do Itapuí, de Campo Bom/RS 30ª RT
- 3º CTG Patrulha do Oeste, de Uruguaiana/RS 4ª RT
- 4º CTG Tiarayú, de Porto Alegre/RS 1ª RT
- 5º União Gaúcha João Simões Lopes Neto, de Pelotas/RS 26ª RT

Força B
- 1º CTF Os Nativos, de Santa Maria/RS 13ª RT
- 2º PTG Bocal de Prata, de Osório/RS 23ª RT
- 3º CTG Capão da Porteira, de Viamão/RS 1ª RT
- 4º DC Alma Gaúcha, de Dom Pedrito/RS 18ª RT
- 5° CTG Tropeiros do Sul, de Capão do Leão/RS 26ª RT

2014 - XVI ENART, Santa Cruz do Sul/RS
Força A
- 1º CTG Rancho da Saudade, de Cachoeirinha/RS 1ª RT
- 2º CTG Tiarayú, de Porto Alegre/RS 1ª RT
- 3º DTG Clube Juventude, de Alegrete/RS 4ª RT
- 4º CTG Aldeia dos Anjos, de Gravataí/RS 1ª RT
- 5º CTG Lalau Miranda, de Passo Fundo/RS 7ª RT

Força B
- 1º CTG Tropeiro Velho, de Panambi/RS 9ª RT
- 2º CTG Gaspar da Silveira Martins, de Ajuricaba/RS 9ª RT
- 3º CTG Galpão da Boa Vontade, de Palmeiras das Missões/RS 17ª RT
- 4º GDF Os Farroupilhas, de Santo Ângelo/RS 3ª RT
- 5ª GF Chão Batido, de Ijuí/RS 9ª RT

2015 - XVII ENART, Santa Cruz do Sul/RS
Força A
- 1º CTG Aldeia dos Anjos, de Gravataí/RS 1ª RT
- 2º CTG Tiarayú, de Porto Alegre/RS 1ª RT
- 3º CTG Ronda Charrua, de Farroupilha/RS 25ª RT
- 4º CTG Rancho da Saudade, de Cachoeirinha/RS 1ª RT
- 5º DTG Clube Juventude, de Alegrete/RS 4ª RT

Força B
- 1º DTG Poncho Verde, de Panambi/RS 9ª RT
- 2º CTG Sangue Nativo, de Parobé/RS 22ª RT
- 3º GF Chão Batido, de Ijuí/RS 9ª RT
- 4º DC Alma Gaúcha, de Dom Pedrito/RS 18ª RT
- 5º GF Chaleira Preta, de Ijuí/RS 9ª RT

2016 - XVIII ENART, Santa Cruz do Sul/RS
Força A
- 1º CTG Tiarayú, de Porto Alegre/RS 1ª RT
- 2º CTG Aldeia dos Anjos, de Gravataí/RS 1ª RT
- 3º CTG Rancho da Saudade, de Cachoeirinha/RS 1ª RT
- 4º CTG Heróis Farroupilhas, de Caxias do Sul/RS 25ª RT
- 5º União Gaúcha João Simões Lopes Neto, de Pelotas/RS 26ª RT

Força B
- 1º GF Chão Batido, de Ijuí/RS 9ª RT
- 2º GDF Os Farroupilhas, de Santo Ângelo/RS 3ª RT
- 3º DTG Noel Guarany, de Santa Maria/RS 13ª RT
- 4º AT Poncho Branco, de Santa Maria/RS 13ª RT
- 5º GF Chaleira Preta, de Ijuí/RS 9ª RT

2017 - XIX ENART, Santa Cruz do Sul/RS
Força A
- 1º CPF Piá do Sul, de Santa Maria/RS 13ª RT
- 2º CTG Tiarayú, de Porto Alegre/RS 1ª RT
- 3º CTG Aldeia dos Anjos, de Gravataí/RS 1ª RT
- 4º CTG Rancho da Saudade, de Cachoeirinha/RS 1ª RT
- 5º CTG Lalau Miranda, de Passo Fundo/RS 7ª RT

Força B
- 1º CTG Brigadeiro Raphael Pinto Bandeira, de Rio Grande/RS 6ª RT
- 2º DTG Noel Guarany, de Santa Maria/RS 13ª RT
- 3º GF Chaleira Preta, de Ijuí/RS 9ª RT
- 4º CTG Tropilha Farrapa, de Lajeado/RS 24ª RT
- 5ª CTG Centro Farroupilha de Tradições Gaúchas, de Alegrete/RS 4ª RT

2018 - XX ENART, Santa Cruz do Sul/RS
Força A
- 1º CTG Rancho da Saudade, de Cachoeirinha/RS 1ª RT
- 2º CTG Tiarayú, de Porto Alegre/RS 1ª RT
- 3º CTG Aldeia dos Anjos, de Gravataí/RS 1ª RT
- 4º CTG Heróis Farroupilhas, de Caxias do Sul/RS 25ª RT
- 5º CTG Lalau Miranda, de Passo Fundo/RS 7ª RT

Força B
- 1º CN Boitatá, de São Borja/RS 3ª RT
- 2º CTG Tropilha Farrapa, de Lajeado/RS 24ª RT
- 3º CTG Os Gaudérios, de Cachoeira do Sul/RS 5ª RT
- 4º CTG Centro Farroupilha de Tradições Gaúchas, de Alegrete/RS 4ª RT
- 5º CTG Laço da Amizade, de Casca/RS 7ª RT

2019 - XXI ENART, Santa Cruz do Sul/RS
Força A
- 1° CTG Tiarayú, de Porto Alegre/RS 1ª RT
- 2° CTG Rancho da Saudade, de Cachoeirinha/RS 1ª RT
- 3° CTG M'Bororé, de Campo Bom/RS 30ª RT
- 4º CTG Heróis Farroupilhas, de Caxias do Sul/RS 25ª RT
- 5º CTG Lalau Miranda, de Passo Fundo/RS 7ª RT

Força B
- 1º CTG Candeeiro da Amizade, de Vera Cruz/RS 5ª RT
- 2º DTG Noel Guarany, de Santa Maria/RS 13ª RT
- 3º CTG Laço da Amizade, de Casca/RS 7ª RT
- 4º CTG Fronteira Aberta, de Santana do Livramento/RS 18ª RT
- 5º CTG Felipe Portinho, de Marau/RS 7ª RT

2022 - 35° edição do ENART, Santa Cruz do Sul/RS
Força A
- 1º CTG Rancho da Saudade, de Cachoeirinha/RS 1° RT
- 2° CTG Tiarayu, de Porto Alegre/RS 1° RT
- 3° CTG M'bororé, de Campo Bom/RS 30° RT
- 4° CTG Aldeia dos Anjos, de Gravataí/RS 1°RT
- 5° PTG Bocal de Prata, de Osório/RS 23°RT

Força B
- 1° CTG Sentinela do Forte, de Caçapava do Sul/RS 18°RT
- 2° CTG Os Desgarrados, de Guaporé/RS 11°RT
- 3° CTG Gaspar da Silveira Martins, de Ajuricaba/RS 9° RT
- 4° CTG Estância Velha da Tradição, de Sanatana do Livramento/RS 18° RT
- 5° CTG Felipe Portinho, de Marau 7°RT

2023 - 36° edição do ENART, Santa Cruz do Sul/RS
Força A
- 1° DTG Poncho Verde, de Panambi/RS 9°RT
- 2° PTG Bocal de Prata, de Osório/RS 23°RT
- 3° CTG Ronda Charrua, de Farroupilha/RS 25°RT
- 4° CTG Sentinela dos Pagos, de Marau/RS 7°RT
- 5° CTG Tiarayú, de Porto Alegre/RS 1°RT

Força B 
- 1° CTG Querência da Serra, de Cruz Alta/RS 9°RT
- 2° CTG Estância Velha da Tradição, de Santana do Livramento/RS 18°RT
- 3° DTG Noel Guarany, de Santa Maria/RS 13°RT
- 4° CTG Os Desgarrados, de Guaporé/RS 11°RT
- 5° CTG Vinte de Setembro, de Santo Ângelo/RS 3°RT

2024 - 37° edição do ENART, Santa Cruz do Sul/RS
Força A
- 1º CTG Ronda Charrua – Farroupilha - 25° RT
- 2º CTG Tiarayu – Porto Alegre – 1ª RT
- 3º DTG Poncho Verde – Panambi – 9ª RT
- 4º PTG Bocal de Prata – Osório – 23ª RT
- 5º CTG Rancho da Saudade – Cachoeirinha – 1ª RT

Força B 
- 1º DTG Noel Guarany – Santa Maria – 13ª RT
- 2º CTG Pedro Telles Tourem – São Francisco de Assis - 10ª RT
- 3º DTG Piazito da Tradição – Venâncio Aires – 24ª RT
- 4º CTG Tropilha Crioula – Getúlio Vargas - 19ª RT
- 5º CTG Rodeio da Querência – Frederico Westphalen - 28ª RT

| Nome da Entidade               | 1° | 2° | 3° | Total |
| ------------------------------ | -- | -- | -- | ----- |
| CTG Brazão do Rio Grande       | 3  | 0  | 1  | 4     |
| GAG Piazitos do Sul            | 2  | 0  | 1  | 3     |
| CTG Estância da Serra          | 1  | 0  | 1  | 2     |
| CTG José Bonifácio Gomes       | 1  | 0  | 0  | 1     |
| Grupo de Danças Terra Pampeana | 1  | 0  | 0  | 1     |
| GAN Vaqueanos da Cultura       | 1  | 0  | 0  | 1     |
| CTG Aldeia dos Anjos           | 0  | 2  | 1  | 3     |
| CTG Coronel Chico Borges       | 0  | 1  | 1  | 2     |
| CTG Laço da Amizade            | 0  | 1  | 1  | 2     |
| CTG Porteira do Rio Grande     | 0  | 1  | 0  | 1     |
| CTG O Bombeador                | 0  | 1  | 0  | 1     |
| CTG Saudade dos pagos          | 0  | 1  | 0  | 1     |
| CTG Caiboaté                   | 0  | 0  | 1  | 1     |
| CTG Vaqueanos da Fronteira     | 0  | 0  | 1  | 1     |

| Nome da Entidade               | 1° | 2° | 3° | Total |
| ------------------------------ | -- | -- | -- | ----- |
| CTG Aldeia dos Anjos           | 5  | 2  | 0  | 7     |
| CTG Porteira Velha             | 2  | 0  | 0  | 2     |
| CTG Sentinela da Querência     | 1  | 2  | 2  | 5     |
| CPF Piá do Sul                 | 1  | 1  | 0  | 2     |
| CTG João Sobrinho              | 1  | 0  | 0  | 1     |
| CTG Potreiro Grande            | 1  | 0  | 0  | 1     |
| CTG Rincão Serrano8            | 1  | 0  | 1  | 2     |
| CTG Ronda Charrua              | 1  | 0  | 0  | 1     |
| CTG Estância da Serra          | 0  | 4  | 1  | 5     |
| CTG Rancho da Saudade          | 0  | 1  | 0  | 1     |
| Grupo Tebanos do Igaí          | 0  | 1  | 1  | 2     |
| CTG Coronel Thomaz Luíz Osório | 0  | 1  | 0  | 1     |
| CTG Rancho de Gaudérios        | 0  | 1  | 0  | 1     |
| CTG Lanceiros da Zona Sul      | 0  | 0  | 2  | 2     |
| GAN Vaqueanos da Cultura       | 0  | 0  | 2  | 2     |
| CTG Brazão do Rio Grande       | 0  | 0  | 1  | 1     |
| CTG Estância do Montenegro     | 0  | 0  | 1  | 1     |
| CTG Osvaldo Aranha             | 0  | 0  | 1  | 1     |
| CTG Tiarayú                    | 0  | 0  | 1  | 1     |

| Nome da Entidade                    | 1° | 2° | 3° | Total |
| ----------------------------------- | -- | -- | -- | ----- |
| CTG Rancho da Saudade               | 7  | 4  | 2  | 13    |
| CTG Aldeia dos Anjos                | 6  | 4  | 2  | 12    |
| CPF Piá do Sul                      | 3  | 0  | 1  | 4     |
| CTG Tiarayú                         | 2  | 6  | 1  | 9     |
| DTG Clube Juventude                 | 1  | 2  | 2  | 5     |
| CTG Ronda Charrua                   | 3  | 0  | 2  | 4     |
| CTG Gildo de Freitas                | 1  | 0  | 1  | 2     |
| CTG Lanceiros da Zona Sul           | 1  | 0  | 1  | 2     |
| DTG Poncho Verde                    | 1  | 0  | 1  | 2     |
| CTG Sentinela da Querência          | 0  | 3  | 0  | 3     |
| União Gaúcha João Simões Lopes Neto | 0  | 1  | 1  | 2     |
| PTG Bocal de Prata                  | 0  | 1  | 0  | 1     |
| DTG FEEVALE                         | 0  | 1  | 0  | 1     |
| CTG Guapos do Itapuí                | 0  | 1  | 0  | 1     |
| CTG Madrugada Campeira              | 0  | 1  | 0  | 1     |
| Piquete Martin Fierro               | 0  | 1  | 0  | 1     |
| CTG M´bororé                        | 0  | 0  | 3  | 3     |
| CTG Estância da Serra               | 0  | 0  | 3  | 3     |
| CTG Clube Farroupilha               | 0  | 0  | 1  | 1     |
| CTG Caiboaté                        | 0  | 0  | 1  | 1     |
| CTG Raízes do Sul                   | 0  | 0  | 1  | 1     |
| CTG Potreiro Grande                 | 0  | 0  | 1  | 1     |
| CTG Patrulha do Oeste               | 0  | 0  | 1  | 1     |

| Nome da Entidade                      | 1° | 2° | 3° | Total |
| ------------------------------------- | -- | -- | -- | ----- |
| GF Chão Batido                        | 1  | 0  | 1  | 2     |
| CTG Brigadeiro Raphael Pinto Bandeira | 1  | 0  | 0  | 1     |
| CN Boitatá                            | 1  | 0  | 0  | 1     |
| CTG Caminhos do Pampa                 | 1  | 0  | 0  | 1     |
| CTG Candeeiro da Amizade              | 1  | 0  | 0  | 1     |
| CTG Chilena de Prata                  | 1  | 0  | 0  | 1     |
| CTG Fronteira Aberta                  | 1  | 0  | 0  | 1     |
| CTG Sentinela do Forte                | 1  | 0  | 0  | 1     |
| Sociedade Gaúcha de Lomba Grande      | 1  | 0  | 0  | 1     |
| CTF Os Nativos                        | 1  | 0  | 0  | 1     |
| DTG Poncho Verde                      | 1  | 0  | 0  | 1     |
| CTG Querência da Serra                | 1  | 0  | 0  | 1     |
| CTG Tropeiro Velho                    | 1  | 0  | 0  | 1     |
| DTG Leão da Serra                     | 0  | 3  | 0  | 3     |
| DTG Noel Guarany                      | 1  | 2  | 2  | 5     |
| CTG Laço da Amizade                   | 0  | 1  | 1  | 2     |
| CTG Gaspar da Silveira Martins        | 0  | 1  | 1  | 2     |
| PTG Bocal de Prata                    | 0  | 1  | 0  | 1     |
| CTG Estância Velha da Tradição        | 0  | 1  | 0  | 1     |
| CTG Os Desgarrados                    | 0  | 1  | 1  | 2     |
| CTG Os Farroupilhas                   | 0  | 1  | 0  | 1     |
| CTG Sangue Nativo                     | 0  | 1  | 0  | 1     |
| CTG Capão da Porteira                 | 0  | 0  | 1  | 1     |
| CTG Os Gaudérios                      | 0  | 0  | 1  | 1     |
| CTG Galpão da Boa Vontade             | 0  | 0  | 1  | 1     |
| CTG Chaleira Preta                    | 0  | 0  | 1  | 1     |
| GF Chaleira Preta                     | 0  | 0  | 1  | 1     |
| CTG Roda de Carreta                   | 0  | 0  | 1  | 1     |
| CTG Pedro Telles Tourem               | 0  | 1  | 0  | 1     |
| DTG Piazito da Tradição               | 0  | 0  | 1  | 1     |

*Obs.: Devido a extinção da instituição MOBRAL, assim como a extinção da própria Fundação IGTF (Instituto Gaúcho de Tradição e Folclore), alguns prêmios e resultados dos primeiros eventos também acabaram por se perder nas referências e nos anais históricos, sendo, constantemente, garimpados de prateleira em prateleira, de galeria em galeria, de entidade a entidade, para devolver esta parte da história do nosso festival às novas gerações.
A partir do ano de 2009, a categoria de Danças Tradicionais foi separado por duas forças, sendo a dos principais grupos do estado (Força A) que possuem 19 danças ensaiadas para sortear 3 delas para dançar no Enart e a que os grupos mais novos do estado (Força B). No primeiro ano não necessitava musical obrigatoriamente e que possuíam 6 danças ensaiadas para sortear 3 delas para dançar no Enart. Posteriormente a força B necessitou o uso do musical e no ano de 2011 em vez de apenas 6 danças que eram ensaiadas passou a ser 9 danças conforme o regulamento do MTG e ficando até os seus últimos anos.

## Transmissão
Em 2009, utilizando a tecnologia da Internet, foi feita a primeira transmissão ao vivo para todo o mundo, na 24ª edição do ENART. Os idealizadores da primeira transmissão online foram Leandro Barbosa, Daniel Serafim, Rodrigo Hermann e Rogério Bastos. A transmissão do evento chegou já a atingir mais de 30 países pelo mundo.